# Лесли, Йен Лайонел, 21-й граф Роутс
Йен Лайонел Малкольм Лесли, 21-й граф Роутс (англ. Ian Lionel Malcolm Leslie, 21st Earl of Rothes; 10 мая 1932 — 15 апреля 2005) — шотландский дворянин, член палаты лордов с 1974 по 1999 год.

## Биография
Родился 10 мая 1932 года в Челси (Лондон). Единственный сын Малкольма Лесли, 20-го графа Роутса (1902—1975), и его жены Берил Вайолет Далгдейл. С рождения он имел титул «Мастер Роутс».
Он получил образование в Итонском колледже и в 1953 году был призван в Королевский военно-морской добровольческий резерв в звании младшего лейтенанта.
17 мая 1975 года после смерти своего отца Йен Лесли унаследовал титулы 21-го графа Роутса и 21-го лорда Лесли, став членом Палаты лордов Великобритании. Он был популярен в Лесли и Гленротсе. Однако в 2003 году он переехал в Англию.

## Личная жизнь
8 июля 1975 года Йен Лесли женился на Мэриголд Эванс-Беван (род. 3 ноября 1934), дочери сэра Дэвида Эванса-Бевана, 1-го баронета, и Эйры Уинифред Глэнли. У супругов было двое сыновей:
- Джеймс Малкольм Дэвид Лесли, 22-й граф Роутс (род. 4 июня 1958), старший сын и преемник отца[1].
- Достопочтенный Александр Джон Лесли (род 18 февраля 1962)[1].

Лорд Роутс скончался 15 апреля 2005 года в возрасте 72 лет в Солсбери (графство Ултшир, Англия). Его графский титул унаследовал его старший сын Джеймс, который не был женат, так что предполагаемым наследником пэрства является его брат, достопочтенный Александр Джон Лесли (род. 1962).